# Volta Ciclista a Catalunya 1993
La Volta Ciclista a Catalunya 1993, settantatreesima edizione della corsa, si svolse in sette tappe, dal 9 al 15 settembre 1993, per un percorso totale di 895,1 km, con partenza da Sant Feliu de Guíxols e arrivo a Vielha. La vittoria fu appannaggio del colombiano Álvaro Mejía, che completò il percorso in 23h48'26", precedendo l'italiano Maurizio Fondriest e lo spagnolo Antonio Martín Velasco.

## Tappe
| Tappa  | Data         | Percorso                                                          | km    | Vincitore di tappa     | Leader cl. generale |
| ------ | ------------ | ----------------------------------------------------------------- | ----- | ---------------------- | ------------------- |
| 1ª     | 9 settembre  | Sant Feliu de Guíxols > Sant Feliu de Guíxols (cron. individuale) | 6,8   | Maurizio Fondriest     | Maurizio Fondriest  |
| 2ª     | 10 settembre | Sant Feliu de Guíxols > L'Hospitalet de Llobregat                 | 181,0 | Marcel Wüst            | Maurizio Fondriest  |
| 3ª     | 11 settembre | L'Hospitalet de Llobregat > Salou                                 | 181,1 | Jean-Paul van Poppel   | Maurizio Fondriest  |
| 4ª     | 12 settembre | Salou > Barcellona                                                | 148,0 | Laurent Jalabert       | Maurizio Fondriest  |
| 5ª     | 13 settembre | Granollers > Granollers                                           | 164,2 | Laurent Jalabert       | Maurizio Fondriest  |
| 6ª     | 14 settembre | Torà > Pla de Beret                                               | 196,0 | Antonio Martín Velasco | Álvaro Mejía        |
| 7ª     | 15 settembre | Les > Vielha (cron. individuale)                                  | 18,9  | Maurizio Fondriest     | Álvaro Mejía        |
| Totale | Totale       | Totale                                                            | 895,1 |                        |                     |

## Dettagli delle tappe

### 1ª tappa
- 9 settembre: Sant Feliu de Guíxols - (cron. individuale) – 6,8 km

Risultati
| Pos. | Corridore          | Squadra | Tempo |
| ---- | ------------------ | ------- | ----- |
| 1    | Maurizio Fondriest | Lampre  | 8'00" |
| 2    | Miguel Indurain    | Banesto | a 2"  |
| 3    | Laurent Jalabert   | ONCE    | a 12" |

| Pos. | Corridore          | Squadra | Tempo |
| ---- | ------------------ | ------- | ----- |
| 1    | Maurizio Fondriest | Lampre  | 8'00" |
| 2    | Miguel Indurain    | Banesto | a 2"  |
| 3    | Laurent Jalabert   | ONCE    | a 12" |

### 2ª tappa
- 10 settembre: Sant Feliu de Guíxols > L'Hospitalet de Llobregat – 181,0 km

Risultati
| Pos. | Corridore   | Squadra  | Tempo    |
| ---- | ----------- | -------- | -------- |
| 1    | Marcel Wüst | Novemail | 4h55'46" |
| 2    | Jan Schur   | Motorola | s.t.     |
| 3    | Sean Kelly  | Festina  | s.t.     |

| Pos. | Corridore          | Squadra | Tempo    |
| ---- | ------------------ | ------- | -------- |
| 1    | Maurizio Fondriest | Lampre  | 5h03'45" |
| 2    | Miguel Indurain    | Banesto | a 2"     |
| 3    | Laurent Jalabert   | ONCE    | a 12"    |

### 3ª tappa
- 11 settembre: L'Hospitalet de Llobregat > Salou – 181,1 km

Risultati
| Pos. | Corridore            | Squadra | Tempo    |
| ---- | -------------------- | ------- | -------- |
| 1    | Jean-Paul van Poppel | Festina | 4h47'04" |
| 2    | Alfonso Gutiérrez    | Artiach | s.t.     |
| 3    | Laurent Jalabert     | ONCE    | s.t.     |

| Pos. | Corridore          | Squadra | Tempo    |
| ---- | ------------------ | ------- | -------- |
| 1    | Maurizio Fondriest | Lampre  | 9h50'50" |
| 2    | Miguel Indurain    | Banesto | a 2"     |
| 3    | Laurent Jalabert   | ONCE    | a 12"    |

### 4ª tappa
- 12 settembre: Salou > Barcellona – 148,0 km

Risultati
| Pos. | Corridore         | Squadra  | Tempo    |
| ---- | ----------------- | -------- | -------- |
| 1    | Laurent Jalabert  | ONCE     | 3h36'49" |
| 2    | Marcel Wüst       | Novemail | s.t.     |
| 3    | Giovanni Lombardi | Lampre   | s.t.     |

| Pos. | Corridore          | Squadra | Tempo     |
| ---- | ------------------ | ------- | --------- |
| 1    | Maurizio Fondriest | Lampre  | 13h27'39" |
| 2    | Miguel Indurain    | Banesto | a 2"      |
| 3    | Laurent Jalabert   | ONCE    | a 12"     |

### 5ª tappa
- 13 settembre: Granollers > Granollers – 164,2 km

Risultati
| Pos. | Corridore        | Squadra      | Tempo    |
| ---- | ---------------- | ------------ | -------- |
| 1    | Laurent Jalabert | ONCE         | 4h27'15" |
| 2    | Sean Kelly       | Festina      | s.t.     |
| 3    | Oleh Čužda       | Deportpublic | s.t.     |

| Pos. | Corridore          | Squadra | Tempo     |
| ---- | ------------------ | ------- | --------- |
| 1    | Maurizio Fondriest | Lampre  | 17h54'54" |
| 2    | Miguel Indurain    | Banesto | a 2"      |
| 3    | Laurent Jalabert   | ONCE    | a 12"     |

### 6ª tappa
- 14 settembre: Torà > Pla de Beret – 196,0 km

Risultati
| Pos. | Corridore              | Squadra  | Tempo    |
| ---- | ---------------------- | -------- | -------- |
| 1    | Antonio Martín Velasco | Amaya    | 5h29'19" |
| 2    | Oliverio Rincón        | Amaya    | s.t.     |
| 3    | Álvaro Mejía           | Motorola | s.t.     |

| Pos. | Corridore              | Squadra  | Tempo     |
| ---- | ---------------------- | -------- | --------- |
| 1    | Álvaro Mejía           | Motorola | 23h34'32" |
| 2    | Antonio Martín Velasco | Amaya    | s.t.      |
| 3    | Maurizio Fondriest     | Lampre   | a 11"     |

### 7ª tappa
- 15 settembre: Les > Vielha - (cron. individuale) – 18,9 km

Risultati
| Pos. | Corridore          | Squadra  | Tempo  |
| ---- | ------------------ | -------- | ------ |
| 1    | Maurizio Fondriest | Lampre   | 23'47" |
| 2    | Álvaro Mejía       | Motorola | a 7"   |
| 3    | Alex Zülle         | ONCE     | a 12"  |

| Pos. | Corridore              | Squadra  | Tempo     |
| ---- | ---------------------- | -------- | --------- |
| 1    | Álvaro Mejía           | Motorola | 23h48'26" |
| 2    | Maurizio Fondriest     | Lampre   | a 4"      |
| 3    | Antonio Martín Velasco | Amaya    | a 35"     |

## Classifiche finali

### Classifica generale
| Pos. | Corridore              | Squadra         | Tempo     |
| ---- | ---------------------- | --------------- | --------- |
| 1    | Álvaro Mejía           | Motorola-Merckx | 23h48'26" |
| 2    | Maurizio Fondriest     | Lampre-Panaria  | a 4"      |
| 3    | Antonio Martín Velasco | Amaya Seguros   | a 35"     |
| 4    | Miguel Indurain        | Banesto         | a 40"     |
| 5    | Claudio Chiappucci     | Carrera Jeans   | a 43"     |
| 6    | Alex Zülle             | ONCE            | a 50"     |
| 7    | Oliverio Rincón        | Amaya Seguros   | a 1'49"   |
| 8    | Jesús Montoya          | Amaya Seguros   | a 1'59"   |
| 9    | Mikel Zarrabeitia      | Amaya Seguros   | a 3'29"   |
| 10   | Harald Maier           | Festina-Lotus   | a 2'25"   |

### Classifica a punti
| Pos. | Corridore          | Squadra         | Punti |
| ---- | ------------------ | --------------- | ----- |
| 1    | Laurent Jalabert   | ONCE            | 90    |
| 2    | Maurizio Fondriest | Lampre-Panaria  | 69    |
| 3    | Marcel Wüst        | Novemail-Histor | 65    |

### Classifica scalatori
| Pos. | Corridore          | Squadra           | Punti |
| ---- | ------------------ | ----------------- | ----- |
| 1    | Julio César Cadena | Kelme-Xacobeo '93 | 37    |
| 2    | Álvaro Mejía       | Motorola-Merckx   | 33    |
| 3    | Oliverio Rincón    | Amaya Seguros     | 32    |

### Classifica sprint
| Pos. | Corridore          | Squadra           | Punti |
| ---- | ------------------ | ----------------- | ----- |
| 1    | Asier Guenetxea    | Artiach           | 11    |
| 2    | Beat Zberg         | Carrera Jeans     | 9     |
| 3    | Ramon Antonio Rota | Kelme-Xacobeo '93 | 6     |

### Classifica squadre
| Pos. | Squadra       | Tempo     |
| ---- | ------------- | --------- |
| 1    | Amaya Seguros | 71h29'24" |
| 2    | Banesto       | a 3'56"   |
| 3    | ONCE          | a 7'12"   |